# Asbestemmingsgebied De Nieuwe Ooster

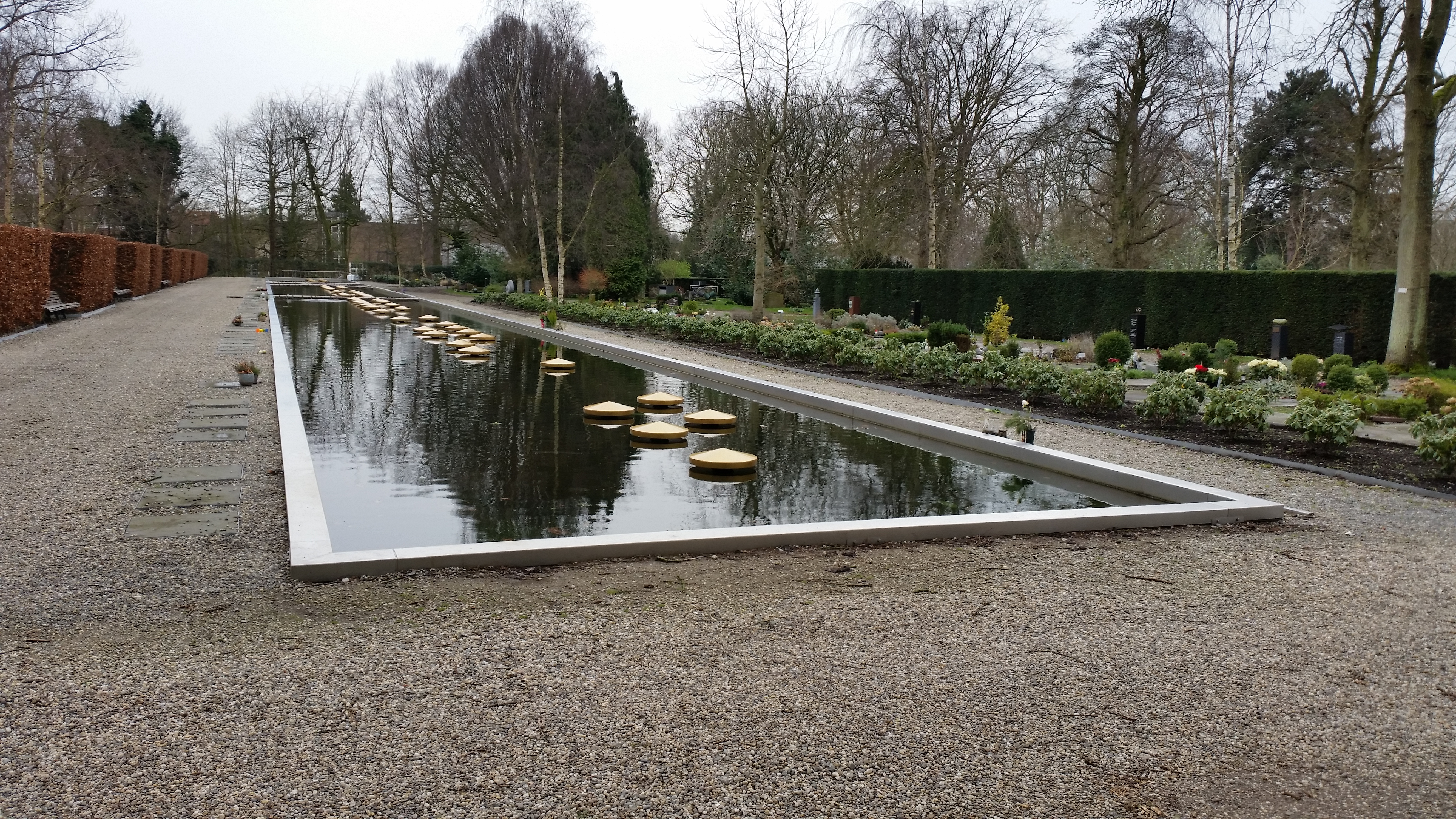
Bijbehorende vijver (februari 2020)

Het Asbestemmingsgebied van De Nieuwe Ooster is een onderdeel van De Nieuwe Ooster, grootste begraafplaats van Nederland.
De Nieuwe Ooster werd in drie fases opgebouwd. De eerste fase werd aangelegd in 1889; een tweede volgde in 1918. Beide werden ontworpen door Leonard Springer. In 1928 volgde aan de achterzijde tegen de Zaaiersweg een deel dat ingericht werd door de Dienst der Publieke Werken. Dat laatste gedeelte raakte na diverse herinrichtingen een overzichtelijke indeling kwijt. Dat gebied van 2 hectare werd na jaren planning omgebouwd tot een asbestemmingsgebied, de begraafplaats had een aantal jaren eerder een crematorium gekregen. Onder ontwerp van Karres en Brands Landschaparchitecten (Sylvia Karres, Bart Brands en Lieneke van Campen) werd er tussen 2005 en 2009 een nieuwe indeling met stroken gemaakt waarbij op veldjes van 1 bij 1 meter urnen konden worden gezet. Het terrein werd toen tevens voorzien van een modern columbarium en vijver. Het genoemde architectenbureau was van mening dat er een eigen identiteit aan deze ruimte gegeven moest worden, zodat een duidelijk onderscheid is terug te vinden tussen de eerste en tweede fase enerzijds en deze derde fase anderzijds.
De vijver, op bestelling geleverd, want de begraafplaats wilde een waterpartij, biedt plaats aan een aantal drijvende urnen naar ontwerp van kunstenaar Maria van Kesteren, toepasselijk Charon genaamd. Over de vijver loopt een aantal bruggen over de vijver. Een aantal daarvan volgen nog de patronen van de oude wandelpaden; een andere brug dient om de drijvende urnen te kunnen bereiken. Langs de vijver ligt enerzijds een zeventigtal keldergraven, aan de andere zijde ligt een stalen strip met daarop de naam van as van overledene.    
Het columbarium heeft aan de buitenzijde een gesloten karakter, voor een relatief groot gebouw vond men het onopvallend. De binnenzijde is open en ingedeeld in wit beton; het gebouwen lijkt in brokken uiteen te vallen. Het heeft geen echt dak; de hemel moet het dak vormen.
Het geheel werd in 2016 onderscheiden met de International Funeral Award.   